# Георги Гвоздейков
Георги Йорданов Гвоздейков е български инженер и политик от „Продължаваме промяната“. Народен представител в XLVII народно събрание. Избран от XLIX народно събрание за министър на транспорта и съобщенията в правителството на Николай Денков. Преназначен на същия пост в служебното правителство на Димитър Главчев.

## Биография
Георги Гвоздейков е роден на 16 юни 1976 г. в град Твърдица, Народна република България. Завършва средното си образование в СУ „Неофит Рилски“ в родния си град, а след това и Висшето военновъздушно училище „Георги Бенковски“ – Долна Митрополия със специалност „Експлоатация и ремонт на летателни апарати“. Продължава образованието си с магистърска степен „Авиационен (машинен) инженер по Авиационна техника и технологии“, а след това е докторант във ВВВУ.
Гвоздейков е също така автомобилен състезател и рали пилот от АСК „Евроком Рали Тийм“. Шампион е на България за 2003 година в клас N3. През 2005 г. той става един от основателите на рали „Твърдица“; създател е също така на шампионата за млади рали пилоти Hyundai Racing Trophy от 2015 г. и съ-основател на на академия за моторни спортове през 2016 г.
Удостоен с почетен знак от кмета на Община Твърдица за обществена дейност и принос за популяризирането на община Твърдица (заповед 385/13.10.2006).
На парламентарните избори през ноември 2021 г. като кандидат за народен представител е 2-ри в листата на „Продължаваме промяната“ за 21 МИР Сливен, откъдето е избран. Назначен е за министър на транспорта и съобщенията в правителството на акад. Николай Денков, а след това и в служебното правителство на Димитър Главчев.